# Isabell Bachor
Isabell Bachor (* 10. Juli 1983 in Trier) ist eine ehemalige deutsche Fußballspielerin, die seit der Spielzeit 2013 beim norwegischen Erstligisten Lillestrøm SK Kvinner unter Vertrag stand und am 13. November 2021, am letzten Spieltag, ihr letztes Spiel ihrer Karriere bestritt.

## Karriere

### Vereine
Über die Jugendvereine SV Erbach und TuS Dehrn gelangte Bachor 17-jährig zum Bundesligisten FSV Frankfurt, für den sie am 10. Dezember 2000 (8. Spieltag) bei der 1:3-Heimniederlage gegen den FFC Heike Rheine debütierte; ihr erstes Bundesligator war der 1:0-Siegtreffer am 18. Februar 2001 (10. Spieltag) über die Sportfreunde Siegen.
Nach 33 Ligaspielen und 18 Toren wechselte sie zur Saison 2003/04 zum Ligakonkurrenten SC 07 Bad Neuenahr, für den sie bis Saisonende 2008/09 aktiv war und in der Saison 2005/06 zur besten Spielerin gewählt wurde.
Am 6. April 2009 wurde ihr Wechsel zur Saison 2009/10 zum FC Bayern München bekannt gegeben.
Am 24. Juli 2013 gab Bachor bekannt, dass sie in der (bereits) laufenden Spielzeit 2013 für den norwegischen Erstligisten und amtierenden Meister Lillestrøm SK Kvinner spielen wird. Ihr Debüt gab sie am 3. August 2013 (11. Spieltag) beim 2:0-Sieg im Heimspiel gegen Kolbotn IL; ihr erstes Tor erzielte sie in ihrem vierten Ligaspiel am 24. August (14. Spieltag) beim 4:1-Sieg im Heimspiel gegen Røa IL mit dem Treffer zum 4:0 in der 86. Minute. Beim 2:1-Sieg im Heimspiel gegen IL Sandviken am 14. September 2013 (18. Spieltag) wurde Bachor in der 83. Minute zum ersten Mal in ihrer Karriere mit der Roten Karte des Feldes verwiesen. Am 1. November 2014 (22. Spieltag) gewann sie mit ihrer Mannschaft im Heimspiel gegen den Vorjahresmeister Stabæk FK mit 3:0 und damit auch die Meisterschaft; für Bachor war es die erste, für den Verein die zweite nach 2012. In den beiden Folgespielzeiten gewann sie mit der Mannschaft erneut die Meisterschaft.

### Nationalmannschaft
Bachor spielte im Nationaltrikot erstmals am 10. Januar 2001, als sie mit der U-19-Nationalmannschaft mit 2:3 gegen die Auswahl Schwedens verlor, wobei sie auch ihr erstes Länderspieltor zum zwischenzeitlichen 1:1 in der 62. Spielminute erzielte.
Sie nahm vom 2. bis 12. Mai 2002 an der fünften U-19-Europameisterschaft der Frauen teil und erreichte mit dem Gruppensieg und dem 1:0-Erfolg im Halbfinale über die Auswahl Englands das Endspiel. Mit einem Treffer (zum 1:1 in der 33. Minute) beim 3:1-Sieg über die Auswahl Frankreichs trug sie zum Gewinn der Europameisterschaft bei.
Sie nahm vom 17. August bis 1. September 2002 an der U-19-Weltmeisterschaft der Frauen teil, kam fünfmal zum Einsatz, erzielte ein Turniertor und siegte mit 4:3 im Elfmeterschießen gegen die Auswahl Brasiliens im Spiel um Platz 3.
Am 6. März 2001 debütierte sie in Augsburg – noch keine 18 Jahre alt – in der A-Nationalmannschaft, die mit 1:0 über China siegte; ihr letztes Länderspiel für diese Auswahl bestritt sie – ebenfalls gegen China (3:0 in Albufeira) – am 6. März 2009 im Rahmen des Algarve Cups in Portugal. Ihr erstes von drei Länderspieltoren erzielte sie am 28. April 2004 in Oldenburg beim 6:0-Sieg über die Ukraine mit dem 2:0 in der 31. Minute.
Mit der A-Nationalmannschaft nahm sie vom 11. bis 26. August 2004 am olympischen Fußballturnier teil und errang – nach dem Gruppensieg, dem 2:1-Viertelfinalsieg über Nigeria und dem verlorenen Halbfinale gegen die USA – mit dem 1:0-Sieg über Schweden den 3. Platz.
Dafür wurde sie – zusammen mit der Fußball-Nationalmannschaft – am 16. März 2005 mit dem Silbernen Lorbeerblatt ausgezeichnet.
Für die U-21-Nationalmannschaft spielte sie 19 Mal; erstmals am 10. Juli 2003 in Heide beim 2:1-Sieg über die Auswahl Dänemarks, wobei sie den Siegtreffer in der 80. Minute erzielte. Mit Siegen über Schweden (2:0; am 16. Juli 2006), Finnland (3:0; am 18. Juli 2006), England (3:2; am 18. Juli 2006) und die USA (2:0; am 22. Juli 2006) gewann sie zudem den Nordic Cup.

## Erfolge
- Norwegischer Meister 2014, 2015, 2016, 2017, 2018, 2019
- Norwegischer Pokalsieger 2014, 2015, 2016, 2018, 2019
- DFB-Pokal-Siegerin 2012
- Bundesliga-Cup-Siegerin 2011
- Nordic-Cup-Siegerin 2006
- Olympische Bronzemedaille 2004
- Dritter der U-19-Weltmeisterschaft der Frauen 2002
- U 19-Europameisterin 2002

## Auszeichnungen
- Beste Spielerin des DFB-Hallenpokals 2007[7]
- Torschützenkönigin des DFB-Hallenpokals 2006